# Stegmühle (Selbitz)
Stegmühle ist eine Wüstung auf dem Gemeindegebiet der Stadt Selbitz im Landkreis Hof (Oberfranken, Bayern).

## Geografie
Die Einöde lag auf einer Höhe von 542 m ü. NHN am Döbrabach 1,7 km westlich von Weidesgrün und 1,6 km östlich von Marlesreuth.

## Geschichte
Stegmühle gehörte zur Realgemeinde Weidesgrün. Gegen Ende des 18. Jahrhunderts bestand Stegmühle aus einem Anwesen. Die Hochgerichtsbarkeit stand dem bayreuthischen Vogteiamt Schauenstein zu. Das Kastenamt Kulmbach war Grundherr der Mühle.
Von 1797 bis 1810 unterstand Stegmühle dem Justiz- und Kammeramt Naila. Infolge des Ersten Gemeindeedikts wurde Stegmühle dem 1812 gebildeten Steuerdistrikt Schauenstein und der zugleich entstandenen Ruralgemeinde Weidesgrün zugewiesen. 1952 galt der Ort als wüst gefallen.

### Einwohnerentwicklung
| Jahr      | 001819 | 001861 | 001871 | 001885 | 001900 | 001925 | 001950 |
| Einwohner | *      | 7      | 5      | 6      | 8      | 6      | †      |
| Häuser    |        |        |        | 1      | 1      | 1      | †      |
| Quelle    | [ 3 ]  | [ 6 ]  | [ 7 ]  | [ 8 ]  | [ 9 ]  | [ 10 ] | [ 4 ]  |

## Religion
Stegmühle war evangelisch-lutherisch geprägt und war ursprünglich nach Selbitz gepfarrt, seit Ende des 19. Jahrhunderts war die Pfarrei St. Simon und Judas (Marlesreuth) zuständig.